# Essendine
Essendine est un village d'Angleterre situé dans l'est du Rutland. La population de la paroisse civile d'Essendine était de 368 personnes au recensement de 2001 et de 448 à celui de 2011.

## Chemins de fer
Essendine se trouve sur l'East Coast Main Line. La Gare d'Essendine (en) a ouvert en 1852 et fermé en 1966.
Le record mondial de vitesse d'une locomotive à vapeur a été atteint sur la ligne un peu au nord d'Essendine, par la locomotive « Mallard » de la London and North Eastern Railway le 3 juillet 1938.